# Colossus (truyện tranh)
Colossus là một dị nhân người Nga. Anh ta là thành viên X-men và có lẽ là người mạnh nhất trong số họ. 
Anh trai của Colossus là Mikhail Rasputin, người đã nuôi dưỡng thế hệ con cháu của nhóm Morlocks. Em gái của anh ta là Iliyana Rasputin, người sau này là Magik, lãnh đạo xứ quỷ Limbo. Ngoài ra, anh ta có quan hệ tình cảm lâu dài với đồng đội Shadowcat.

## Tiểu sử

### Gia nhập X-men
Peter sinh ra ở một trang trại Nga. Anh sống tại đó cùng bố mẹ và người em gái Illyana. Người anh trai Mikhail vốn là một nhà du hành vũ trụ đã chết trong một tai nạn tên lửa. Lần đầu tiên, năng lực của anh bộc lộ khi anh đang độ thanh niên khi anh cứu Illyana khỏi một cái đầu tàu đang lao đến. Sau đó, anh chỉ sử dụng năng lực này nhằm giúp đỡ mọi người trong trang trại. Sau khi nhận lời sang Mỹ của giáo sư X giúp ông cứu nhóm X-men cơ bàn, anh đồng ý ở lại Mỹ sau khi đánh thắng. Gia đình anh vẫn ở Nga và thường xuyên liên lạc với anh, nhưng sau đó, một phụ nữ tên Miss Locke đã bắt cóc nhiều người thân của các X-men làm con tin nhằm ép các X-men giải thoát Arcade - đồng sự của mụ khỏi bọn robot của Dr Doom. Trong số các con tin có cả em gái của anh là Illyana. Sau khi được cứu thoát, cô về sống cùng anh trai ở trường. Sau đó cô bé bị giam vào một chiều không gian khác tên là Limbo, nơi cô đã trải qua rất nhiều năm trong khi ở trái đất thì chỉ trong thoảng chốc và trở thành một chiến binh trưởng thành tên Magik. Lúc này, Peter cũng bắt đầu nảy sinh tình cảm với đồng đội Shadowcat. Nhận định về cặp này thì có thể xem tình cảm của họ phần nhiều dựa trên một tình bạn sâu đậm.
Khi Magik quay lại trái đất, Peter khuyên cô quay lại Nga nhưng bất hạnh thay cha mẹ họ đã bị chính quyền Nga giết hại và Magik bị một dị nhân tên Soul Skinner bắt cóc nhằm kiểm soát năng lực của cô. Sau khi cứu cô, các X-men lại cho cô quay lại trường.
Sau này, chính các X-men cũng rơi vào chiều không gian khác và họ phát hiện ra anh trai của Peter là Mikhail vẫn còn sống và đang thực hiện công việc cứu thế cho sự phát triển của con người. Khi được đưa về trái đất, Mikhail bị suy sụp khi nhận thấy trách nhiệm của mình trước cái chết của các thủy thủ đã cùng anh đi trên chuyến tàu đến vùng không gian đó. Mikhail sau được tín nhiệm làm thủ lĩnh băng Morlocks và quyết định đưa họ đến thế giới khác. Sự ra đi vội vã này làm Peter bị sốc. Sau đó, Illyana lại chết vì nhiễm Legacy Virus nên khiến anh sốc nặng và gia nhập nhóm Acolytes của Magneto. Sau khi qua khỏi cơn sốc, Peter quyết định tiếp tục ở lại nhóm này nhằm làm ôn hòa lại ý nghĩ của những dị nhân này.

### Excalibur
Nhưng thời gian hợp tác với Magneto không lâu thì Peter ra đi. Anh đến tìm người thân yêu duy nhất còn lại - Kitty và thấy cô đang trong tay với Pete Wisdom. Mất bình tĩnh, Peter lao vào tấn công Wisdom. Dù cuộc đấu rất nhanh nhưng cả hai đều bị thương. Sau đó, Colossus theo lời Kitty gia nhập Excalibur, khi nhóm này rã, hai người cùng Nightcrawler bị một nhóm giả danh giáo sư X lừa nhằm tiếp cận Cerebro. Sau này, Colossus nối lại tình bạn với Wolverine và Storm vốn bị sứt mẻ khi anh gia nhập Acolytes và đặc biệt là tình bạn sâu nặng với Marrow. Peter sau lại tìm được người anh Mikhail nhưng rồi lại lạc khi Apocalypse tập hợp The Twelve cho kế hoạch của hắn.

### Cái chết và sự hồi sinh
Theo tài liệu nghiên cứu của Moira Mctaggert, nhà khoa học của X-men, Beast đã tìm ra thuốc giải cho Legacy virus. Nhưng khốn nỗi nó chỉ có thể đưa lên không trung trong xác của người đầu tiên sử dụng nó. Không muốn thêm nhiều người chết như Magik, Peter chấp nhận hi sinh và tiêm liều thuốc vào người mình. Sự hi sinh của Peter đã ngăn chặn hoàn toàn căn bệnh. Sau đó, thi hài Peter được hỏa táng và Kitty mang nó rải trên một cánh đồng ở Nga.
Gần hai năm sau, một công ty y dược tên Benetech đã công bố kế hoạch phát triển liều thuốc hóa giải đột biến. Beast sau khi thí nghiệm phát hiện một chuỗi DNA ẩn sâu trong công thức thuốc. Các X-men đi hỏi công ty này và trong khi còn đang thảo luận, họ phát hiện một gã ngoài hành tinh tên Ord, đến từ Breakworld chịu trách nhiệm dự án công ty này. Trong khi đó Kitty trà trộn vào sâu bên trong công ty và phát hiện ra sự thật rằng Ord đã tráo xác Peter trước khi hỏa táng và làm hồi sinh anh ta. Sử dụng kháng thể trong máu anh ta, hắn tạo ra thuốc hóa giải đột biến. Giải thoát cho Peter, cả hai cùng chống lại Ord. Peter gia nhập lại X-men.
Trong một mini series khác, Peter từng sang Nga kêu gọi sự giúp đỡ từ người họ hàng Larisa Mishchenko. Vốn là nhà báo, Larisa phát hiện ra tổ tiên dòng họ Rasputin là Grigori Rasputin, một dị nhân đầy sức mạnh. Ông ta đã bị giết nhưng sẽ được hồi sinh vào cơ thể của người hậu duệ cuối cùng của dòng họ. Mr Sinister, cộng sự cũ của ông, có lẽ là kẻ giết ông sau đó cũng giết Larisa nhưng Peter và Mikhail đã làm lạc hướng trực thăng của gã. Mikhail sau đó lại quay về chiều không gian kia, nơi anh sẽ không chết nhưng cũng sẽ không bao giờ trở lại. Vì vậy nếu Peter chết thì ông tổ của họ sẽ hồi sinh vào cơ thể của Mikhail và bị giữ luôn ở đó. 
Nhưng lại có một tiết lộ thêm về người con trai của Peter hiện sống ở Savage Land.
Khi trường học bị tấn công, Peter đối đầu với Sebastian Shaw, anh được tiết lộ về số phận của mình, sẽ là dị nhân tiêu hủy cả thế giới Breakworld. Nhưng thay vào đó, Peter là người lật đổ sự thống trị của Powerlord Skruun.
Khi X-men giải tán, anh cùng Wolverine và Nightcrawler đến Nga. Họ bị chính phủ bắt giữ, ép họ khai số phận các điệp viên dị nhân Nga bị mất tích sau M-day.

## Các mối tình của Colossus
Không lâu sau khi gia nhập X-men, Peter đã cứu một nữ diễn viên nhạc kịch đồng hương tên Anya Makarova khỏi một vụ bắt cóc. Sau quảng thời gian ở bên nhau, họ bắt đầu thích nhau nhưng khi thấy Peter biến đổi, Anya hoảng sợ và bỏ rơi Peter.
Trong kì nghỉ giáng sinh đầu tiên với các X-men, Peter gặp một tiếp viên hàng không tên Betsy Wilford, người mà sau này Peter hay tổ chức các cuộc hẹn đôi với Nightcrawler và bạn của Betsy là Amanda Sefton. Trong khi hai người kia thì ngày càng gắn bó với nhau, Peter và Betsy vẫn chỉ là bạn thân.
Trong khi ở Savage Land, Peter có giúp đỡ hai cô gái địa phương là Nereel và Shakani. Hai cô gái sau đó mang ơn mà muốn mang giọt máu của Peter trong người. Kết quả của chuyện này là một người con trai cũng tên Peter. Sau khi trưởng thành, cậu bé có đến gặp cha nhưng Colossus không hề hay biết đó là con mình.
Khi Kitty Pryde lần đầu gặp các X-men đã cảm ngay Peter. Dù cả hai đã khá thân nhưng vẫn còn ngại ngùng với nhau. Sau cuộc chiến với Brood, cả hai mới bắt đầu hẹn hò. Khi Peter hấp hối, Kitty hứa với Caliban của Morlocks sẽ cưới ông ta nếu ông cứu sống Peter. Dù sau này Caliban đã giải thoát Kitty khỏi lời hứa nhưng Peter cũng bắt đầu nghi vấn về quảng thời gian Kitty còn yêu Douglas Ramsey. Khi hầu hết các X-men được đưa đến thế giới Beyonder chiến đấu trong Secret wars, Peter bị thương và được một cô gái tên Zsaji cứu sống. Anh ta cảm mến cô nhưng sau đó do tốn quá nhiều sức lực để cứu sống các siêu anh hùng, cô ấy chết. Trở về trái đất, Peter nói lời chia tay với Kitty. Kitty sau đó cũng rời nhóm X-men. 
Sau này, Peter cũng có một số tình cảm hoặc giống như tình cảm với một số cô gái khác gồm Callisto, Rogue, Meggan, Marrow.
Sau khi chết rồi lại hồi sinh, Peter lại tiếp tục mối quan hệ với Kitty.
Tuy nhiên trong Ultimate X-men, Peter lại là người đồng tính! Anh ta có lần đã canh gác suốt đêm để bảo vệ Northstar, X-men duy nhất lúc này công khai mình là người đồng tính. Hai người này sau đó thường xuyên liên lạc với nhau. Sau đó, Northstar đã mời Peter cùng nhảy với anh ta trong cuộc khiêu vũ họp mặt trường cũ nhưng sau đó buổi khiêu vũ bị bọn Brotherhood of Evil Mutants phá tan.

## Các bản thể khác

### Triều đại Apocalypse
Peter lúc này là một người đàn ông bí ẩn với chiếc mặt nạ đỏ che vết bỏng axit của mình. Em gái Illyana đã chết còn người anh Mikhail lại đang phục vụ như một kỵ sĩ cho Apocalypse. Peter là một thành viên cơ bản của nhóm Magneto. Magneto sau đưa Peter và vợ anh ta là Shadowcat đến làm giáo viên nhóm Generation Next. Sau một nhiệm vụ, anh ta trở nên điên loạn vì ước muốn đoàn tụ với em gái. Anh ta bắt đầu làm bị thương và giết các đồng đội của mình, kể cả Kitty và cuối cùng bị Gambit giết.

### Ultimate X-men
Peter là một tay buôn lậu ở Nga. Khi còn bé anh ta được trùm Mafia Nga tên Big Boris cứu khỏi một đám du côn và từ đó được đưa sang Mỹ. Trong một chuyến giao dịch, mọi người đều bị bắn chết trừ Peter với năng lực của mình đã thoát. Sau đó, Jean Grey đã mời anh ta gia nhập X-men. Sau một thời gian ngắn thì Peter bỏ đi. Cyclops và Jean đi tìm và thấy anh ta đang làm trong một nhà máy ở Nga. Anh ta nói không thích thú với việc làm dị nhân nhưng Jean đã giải thích cặn kẽ nguyên nhân thực sự là thái độ không hòa đồng của anh với các đồng đội. Peter sau đó thành anh hùng của nước Nga khi giải cứu cho một toán thủy thủ trên tàu ngầm. Rời Nga, Peter lại gia nhập X-men.
Các X-men tìm được căn cứ của Magneto và tại đó họ bị đánh bại. Dù toàn thân là kim loại nhưng sức mạnh của Peter vượt qua cả sự điều khiển của Magneto và đánh gã dã man vì làm Wolverine bị thương. Các X-men sau đó giao chiến với The Ultimates tại tòa nhà Quốc hội. Thắng được Iron Man và Thor nhưng Peter bị mất năng lực khi trúng một đầu đạn hạt nhân do Hawkeye bắn ra.
Một thay đổi rất lớn là Peter là người đồng tính. Ban đầu, Peter có vẻ thích Wolverine nhưng sau khi chăm sóc cho Northstar, Northstar hỏi anh có gia đình chưa, Peter bối rối đến mức toàn thân hóa thành kim loại. Sau đó, hai người vẫn tỏ ra không có gì trước các đồng đội của Northstar là The Academy of Tomorrow và nhóm X-men. Sau đó, Peter đồng ý cùng đến buổi dạ vũ ở trường của Northstar. Điều này làm bạn của Peter là Nightcrawler bắt đầu tránh né và bực tức với anh.